# 花鳥風月 (レミオロメンのアルバム)
『花鳥風月』（かちょうふうげつ）は、日本のロックバンド・レミオロメンが2010年3月3日にOORONG RECORDSから発売した5枚目のオリジナルアルバムである。

## 内容
『レミオベスト』から約1年ぶり、オリジナル・アルバムとしては『風のクロマ』以来約1年半ぶりのアルバム。レミオロメンとして最後のオリジナルアルバムになった。
14枚目のシングル「Starting Over」と15枚目のシングル「恋の予感から」の2曲＋配信限定シングル花鳥風月＋アルバム新収録の9曲を収録。

## パッケージ
「CD+DVD+GOODS」「CD+DVD」「CD」の3パターンで発売。「CD+DVD+GOODS」はORS MOBILE SHOPやプロモーションイベントなどで1万枚限定で発売。
DVDは「花鳥風月 Live Movie」を収録、グッズは「10th Anniversary 2WAYバック（ポーチ&トート）・10th Anniversary キーホルダー・スペシャルフォトブック」の3点が同梱。
初回生産盤「CD」は、初回仕様パッケージと10周年待受FLASH。「CD+DVD」と「CD+DVD+GOODS」は、10周年待受FLASH、全国ツアープレミアムチケット購入応募券、ツアーチケット封入先行販売要項が追加されている。

## 収録曲

### Disc1 / CD
| 全作詞・作曲: 藤巻亮太。 |                    |           |            |                                  |                                                                                     |      |
| #                        | タイトル           | 作詞      | 作曲・編曲 | 編曲                             | アレンジ                                                                            | 時間 |
| 1.                       | 「Starting Over」  | 藤巻亮太  | 藤巻亮太   | レミオロメン、皆川真人           | ストリングスアレンジ: 皆川真人                                                      | 4:31 |
| 2.                       | 「ロックンロール」 | 藤巻亮太  | 藤巻亮太   | レミオロメン、皆川真人           |                                                                                     | 3:16 |
| 3.                       | 「虹をこえて」     | 藤巻亮太  | 藤巻亮太   | レミオロメン、皆川真人           |                                                                                     | 4:23 |
| 4.                       | 「ありがとう」     | 藤巻亮太  | 藤巻亮太   | レミオロメン、トーレ・ヨハンソン | ストリングスアレンジ: マーティン・イェシュタード ホーンアレンジ: トーレ・ヨハンソン | 3:55 |
| 5.                       | 「君は太陽」       | 藤巻亮太  | 藤巻亮太   | レミオロメン、皆川真人           |                                                                                     | 4:11 |
| 6.                       | 「花になる」       | 藤巻亮太  | 藤巻亮太   | レミオロメン                     |                                                                                     | 3:36 |
| 7.                       | 「恋の予感から」   | 藤巻亮太  | 藤巻亮太   | レミオロメン、トーレ・ヨハンソン | ストリングスアレンジ: マーティン・イェシュタード                                    | 5:37 |
| 8.                       | 「花鳥風月」       | 藤巻亮太  | 藤巻亮太   | レミオロメン、トーレ・ヨハンソン | ストリングスアレンジ: マーティン・イェシュタード                                    | 5:00 |
| 9.                       | 「大晦日の歌」     | 藤巻亮太  | 藤巻亮太   | レミオロメン、皆川真人           |                                                                                     | 5:04 |
| 10.                      | 「Tomorrow」       | 藤巻亮太  | 藤巻亮太   | レミオロメン、皆川真人           | ストリングスアレンジ: 皆川真人                                                      | 4:52 |
| 11.                      | 「東京」           | 藤巻亮太  | 藤巻亮太   | レミオロメン、皆川真人           |                                                                                     | 4:48 |
| 12.                      | 「小さな幸せ」     | 藤巻亮太  | 藤巻亮太   | レミオロメン                     |                                                                                     | 4:51 |
| 合計時間:                | 合計時間:          | 合計時間: | 合計時間:  | 54:04                            |                                                                                     |      |

### Disc2 / DVD
| #  | タイトル                               | 作詞 | 作曲・編曲 |
| -- | -------------------------------------- | ---- | ---------- |
| 1. | 「花鳥風月 Live Movie」(12songs 65min) |      |            |

### 解説
1. 「Starting Over」
15thシングルの表題曲。
武田薬品工業「アリナミン」「おつかれさまです。2009年度編」CMソング。
au by KDDI LISMO Video 携帯電話視聴向け連続ドラマ『革命ステーション5＋25』主題歌。
アルバムの中で最もアレンジの量が多い。
「Starting Over」ツアー中にレコーディングされたもの。
2. 「ロックンロール」
別々に作られていた2曲を途中であわせて1曲にしたもの。
藤巻曰く「アルバム全体を表わす一点を担う曲」。
3. 「虹をこえて」
コード進行はシンプルだが、アレンジを重ねていったもの。
前田曰く「ベースが難しくなりすぎて、ハモろうと思ってもハモれない」。
4. 「ありがとう」
NHK「みんなのうた」（2010年2月・3月）
アウトロのコーラスにはトーレの子供が参加している。
5. 「君は太陽」
「無駄なことや派手なことは基本的にしないでシンプルに」を意識して作られた曲。
6. 「花になる」
ベネッセコーポレーション「進研ゼミ中学講座」CMソング。
「Sakura」と同時期に作られた曲。
ドラムパターンが非常に難しく、神宮司曰く「めっちゃ難しかった」。
「花になる」はアルバムタイトルの候補にあがっていた。
7. 「恋の予感から」
16thシングルの表題曲。
ブリヂストンBLIZZAKのTV-CMソング、レコチョクのTV-CMソング。
前田曰く「ビートルズの『ザ・ロング・アンド・ワインディング・ロード』みたいなものになれればいいと思ってたけど、そのイメージに近づいていったときは嬉しかった」。
8. 「花鳥風月」
2nd配信限定シングル及び今作の表題曲。
テレビ朝日系木曜ドラマ『エンゼルバンク〜転職代理人』主題歌。
ミュージック・ビデオには「花」「鳥」「風」をイメージしたカットがあるが、残り1つの「月」は出演しているダンディ坂野の持ちネタ「ゲッツ!」と引っ掛けられている。このことがメンバーでも分からなかったが、フジテレビ系『HEY!HEY!HEY! MUSIC CHAMP』にて公表された。
9. 「大晦日の歌」
等々力から蕎麦を買いに行くところからの風景を切り取った曲。藤巻は「あんまり無駄のない曲」と評している。
「水曜日のダウンタウン」（2015年2月18日放送分）では「大晦日の記念日ソング」として紹介され、出演者から「こんなカッコいい『そば』見たことがない」と評された。
10. 「Tomorrow」
NTT東日本 DENPO CMソング
「めざましテレビの占い」という歌詞が登場する。
11. 「東京」
自分の「故郷」を東京で見てしまった感覚を表現したもの。
藤巻曰く「サウンドはダークで激しい」。
12. 「小さな幸せ」
前田曰く「本当に、このアルバムをいい感じに締めくくってくれる」。

## 参加ミュージシャン
レミオロメン
- 藤巻亮太：Vocal & Guitar
- 前田啓介：Bass
- 神宮司治：Drums

サポートミュージシャン
- 皆川真人：Keyboards (#1〜3,5,9〜11)
- マーティン・イェシュタード：Piano & Vibraphon & Tubular Bells (#4,7,8)
- フィリップ・ルネソン：Violins & Violas (#4,7,8)
- アメリア・ヤコブソン・ボヤルスキー：Cello (#4,7,8)
- ペッター・リンドガード：Trumpet (#4)
- ジーンズ・リンドガード：Trombone (#4)
- マティアス・カールトン：Saxophone (#4)
- ヴィルマ・ヨハンソン：Backing Vocals (#4)
- フリーダ・ブロディ：Backing Vocals (#4)
- 岡村美央ストリングス：Strings (#1)
- 弦一徹ストリングス：Strings (#10)